# Sevenans
Sevenans ist eine französische Gemeinde mit 696 Einwohnern (Stand: 1. Januar 2022) im Territoire de Belfort in der Region Bourgogne-Franche-Comté. Die Bewohner werden Sevenanais und Sevenanaises genannt.
Die Gemeinde ist Standort der Technischen Universität Belfort-Montbéliard.

## Geographie
Sevenans liegt auf 341 m Höhe, etwa sechs Kilometer südlich der Stadt Belfort (Luftlinie). Das Dorf erstreckt sich im Bereich der Burgundischen Pforte, am Ostrand der breiten Talebene der Savoureuse gegenüber von Bermont.

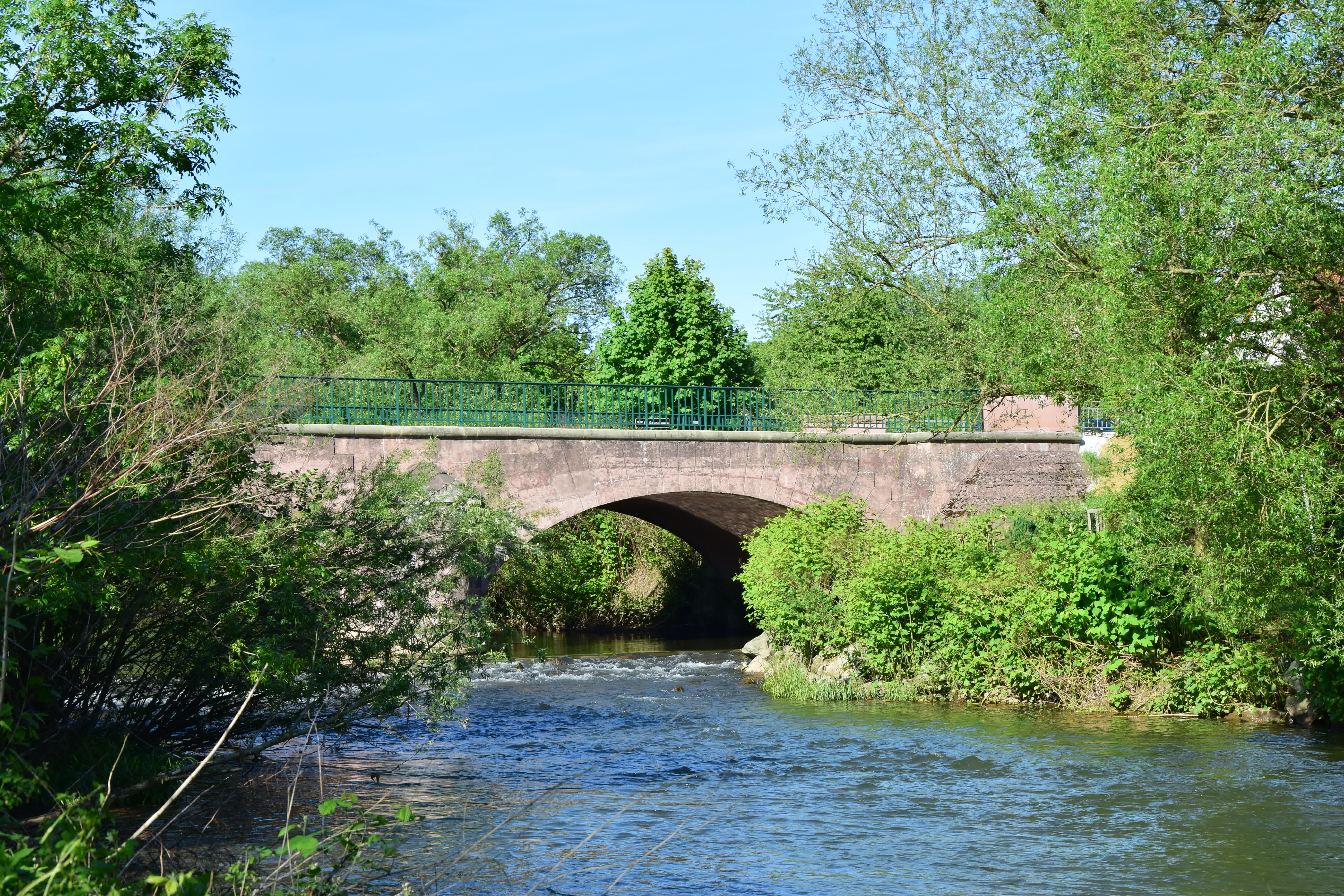
Brücke über die Savoureuse

Die Fläche des 2,02 km² großen Gemeindegebiets umfasst einen Abschnitt der leicht gewellten Landschaft im Bereich der Burgundischen Pforte (Trouée de Belfort). Die westliche Grenze verläuft inmitten der rund ein Kilometer breiten Talebene der Savoureuse, die mit mehreren Windungen nach Süden fließt und für die Entwässerung zum Allan sorgt. In der Talebene befindet sich auch die Wasserstraße des Canal de la Haute-Saône, eines Seitenastes des Rhein-Rhône-Kanals. Verschiedene ehemalige Sand- und Kiesgruben auf dem Talboden wurden mittlerweile geflutet.
Vom Flusslauf erstreckt sich das Gemeindeareal ostwärts über die Talebene, die durchschnittlich auf 340 m liegt, und den Hang von Sevenans bis auf das angrenzende Plateau. Dieses wird durch die Tälchen mehrerer kurzer Seitenbäche der Savoureuse untergliedert. Mit 372 m wird auf diesen Anhöhen die höchste Erhebung von Sevenans erreicht.
Zu Sevenans gehört der Weiler Leupe (349 m) in einem Seitental der Savoureuse. Nachbargemeinden von Sevenans sind Andelnans im Norden, Meroux-Moval im Osten, Trévenans und Bermont im Süden sowie Dorans und Botans im Westen.

## Geschichte
Erstmals schriftlich erwähnt wird Sevenans im Jahr 1147 in einer Urkunde des Priorats Lanthenans. Zunächst im Einflussbereich der Herren von Montbéliard stehend, gelangte Sevenans Mitte des 14. Jahrhunderts unter die Oberhoheit der Habsburger. Zusammen mit dem Sundgau kam das Dorf mit dem Westfälischen Frieden 1648 an die französische Krone. Seit 1793 gehörte Sevenans zum Département Haut-Rhin, verblieb jedoch nach dem Deutsch-Französischen Krieg 1871 als Teil des arrondissement subsistant du Haut-Rhin im Gegensatz zum restlichen Elsass bei Frankreich. Mit der Eröffnung der Trambahn von Montbéliard nach Belfort wurde Sevenans 1913 an das Netz des öffentlichen Verkehrs angeschlossen. Der Betrieb auf der Strecke wurde 1940 jedoch wieder aufgegeben. Seit 1998 war Sevenans zunächst Teil des Gemeindeverbandes Communauté d’Agglomération Belfortaine, der 2017 in die Grand Belfort Communauté d’Agglomération aufging.

## Sehenswürdigkeiten
Das Château Saglio wurde um 1750 erbaut, im Jahr 2003 renoviert und beherbergt heute einen Teil der Büros der Technischen Universität Belfort-Montbéliard. Ebenfalls sehenswert ist der zum Campus gehörende schiefe Turm in moderner Glasarchitektur. Als weitere Sehenswürdigkeiten gelten ein Wegkreuz von 1862, der Dorfbrunnen aus dem 19. Jahrhundert sowie das Gemeindehaus. Das Mairie- und Schulgebäude wurde Ende des 19. Jahrhunderts an die alte Kapelle des Schlosses angebaut. Die Kapelle wurde restauriert und in einen Konferenzraum umgewandelt, dessen blau verglaste Fenster ihm den Namen „Mairie bleue“ einbrachten.

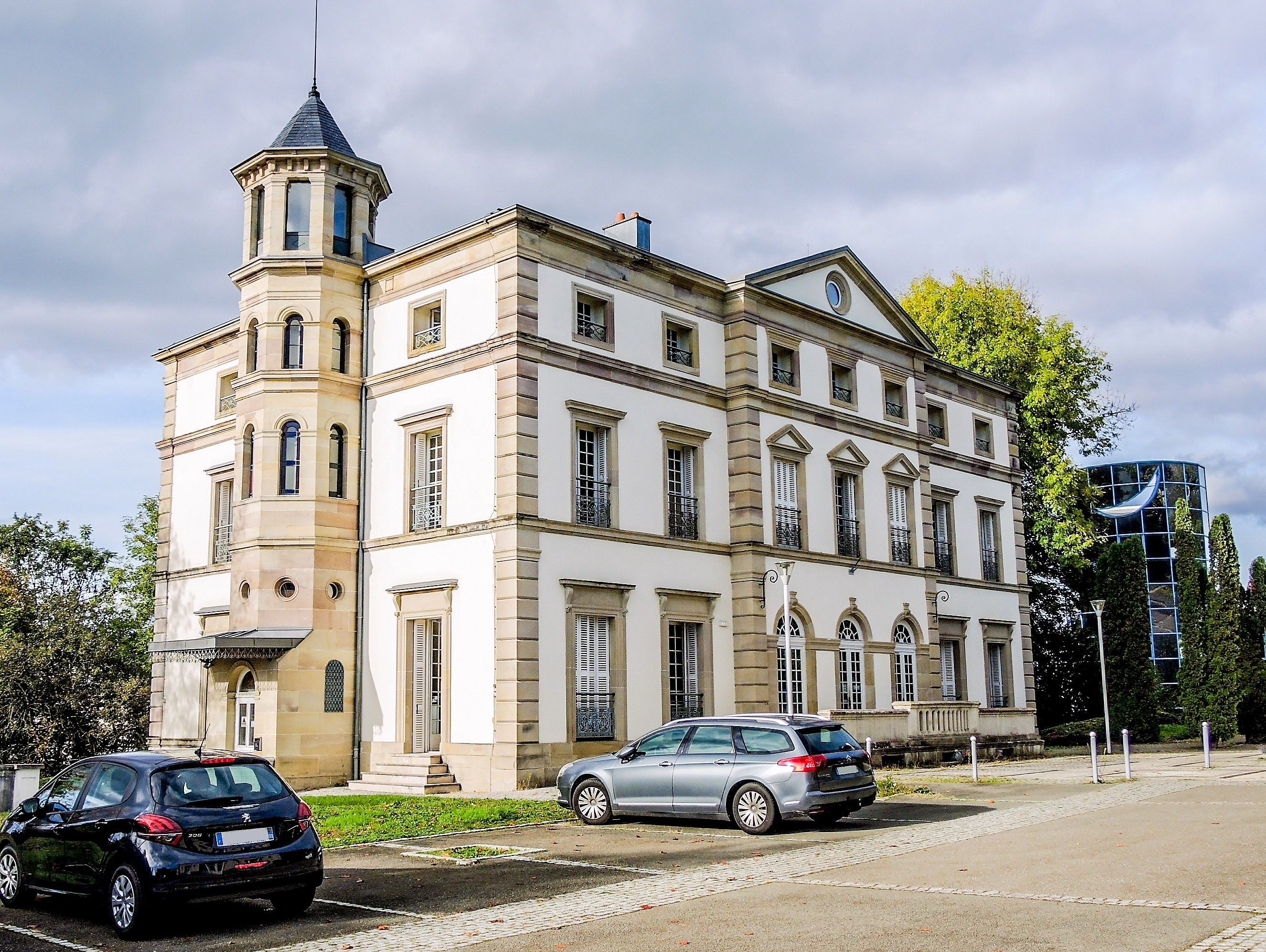
Château Saglio
„Schiefer Turm“ auf dem Uni-Campus
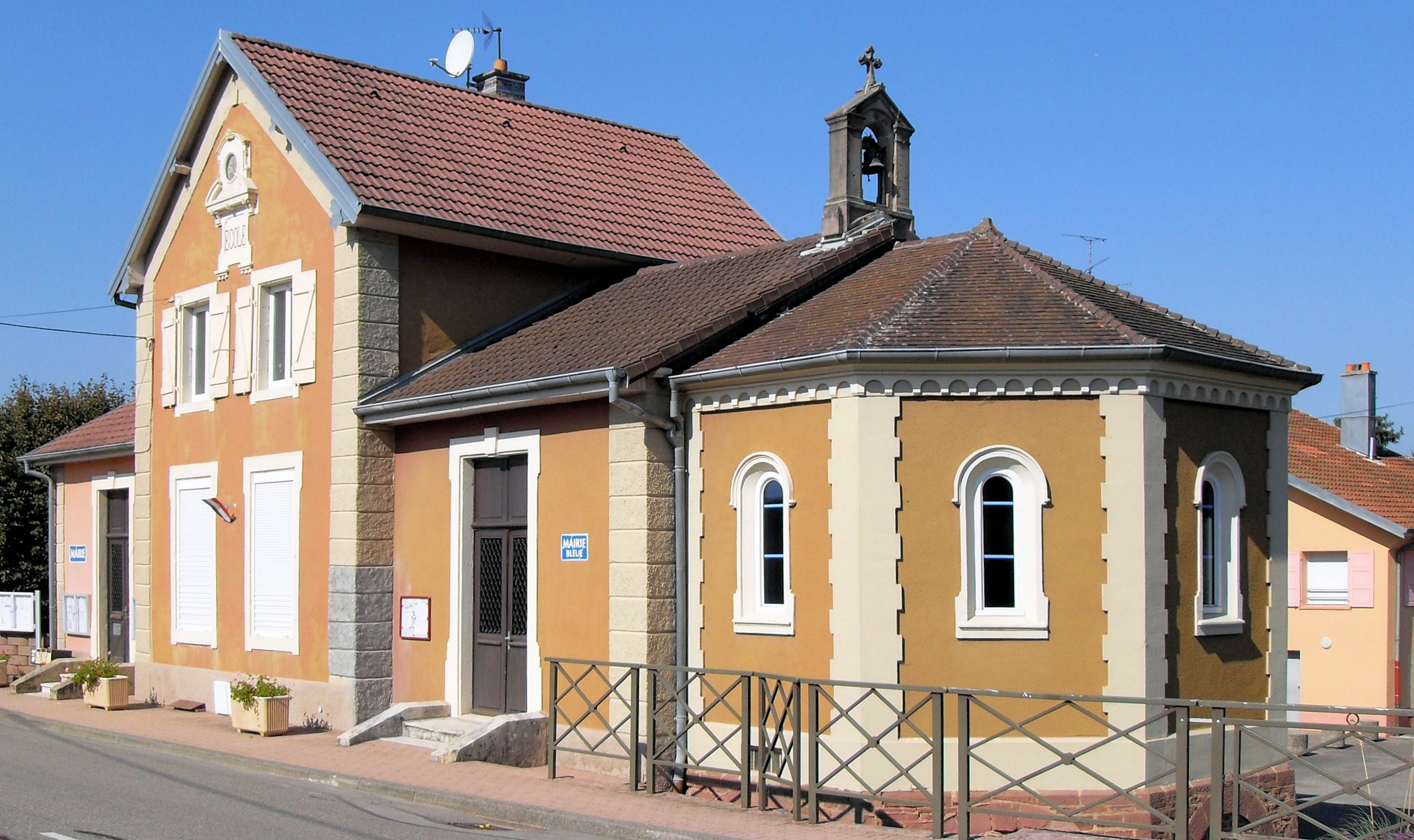
Mairie (Bürgermeisteramt) und Gemeindehaus, genannt „Mairie bleue“

## Bevölkerung
| Jahr | Einwohner |
| ---- | --------- |
| 1962 | 194       |
| 1968 | 223       |
| 1975 | 194       |
| 1982 | 201       |
| 1990 | 575       |
| 1999 | 726       |
| 2006 | 787       |
| 2013 | 700       |
| 2020 | 703       |

Mit 696 Einwohnern (1. Januar 2022) gehört Sevenans zu den kleinen Gemeinden des Département Territoire de Belfort. Nachdem die Einwohnerzahl in der ersten Hälfte des 20. Jahrhunderts stets im Bereich zwischen 115 und 160 Personen gelegen hatte, wurde seit Beginn der 1980er Jahre ein kräftiges Bevölkerungswachstum verzeichnet. Seither hat sich die Einwohnerzahl fast vervierfacht.

## Wirtschaft und Infrastruktur
Sevenans war bis weit ins 20. Jahrhundert hinein ein vorwiegend durch die Landwirtschaft (Ackerbau, Obstbau und Viehzucht) geprägtes Dorf. Wichtigste Arbeitgeberin ist heute die Technische Universität Belfort-Montbéliard (Université de technologie de Belfort-Montbéliard, UTBM), die ihren Standort seit 1985 in Sevenans bezog und im Jahr 2006 mehr als 2000 Studierende aufweisen konnte. Im Weiteren gibt es verschiedene Betriebe des Kleingewerbes. Viele Erwerbstätige sind auch Pendler, die in den Agglomerationen Belfort und Montbéliard ihrer Arbeit nachgehen.
Die Ortschaft ist verkehrstechnisch gut erschlossen. Sie liegt an der Departementsstraße D437 (frühere Route nationale 437), die von Belfort nach Montbéliard führt. Der nächste Anschluss an die Autobahn A36 befindet sich in einer Entfernung von ungefähr einem Kilometer. Weitere überregionale Verkehrsverbindungen bestehen mit Vesoul und Delle. Mit den Städten Belfort und Montbéliard ist Sevenans durch eine Buslinie verbunden.